# Kljavlino
Kljavlino (in russo Клявлино?) è una località abitata (stazione ferroviaria) dell'oblast' di Samara in Russia; è il centro amministrativo del distretto Kljavlinskij.
Si trova vicino all'alto corso del fiume Bol'šoj Čeremšan, circa 165 km a nord-est di Samara..